# خلی اوبریگ
خلی اوبریگ (به لاتین: Chli Aubrig) یک کوه در سوئیس است که در بخش مرک واقع شده‌است. خلی اوبریگ ۱٬۶۴۲ متر بالاتر از سطح دریا واقع شده‌است.